# Beyul
Conform credințelor școlii Nyingma a budismului tibetan, beyul-urile (în (tibetană སྦས་ཡུལ, transliterat sbas-yul) sunt văi ascunse întinse adesea pe sute de kilometri pătrați, pe care Padmasambhava le-a binecuvântat ca spații de refugiu. Tertön-ii (descoperitorii textelor străvechi) pot să le descopere în învățăturile ascunse terma în anumite momente specifice. Locurile unde se află ele sunt descrise pe suluri (lamyig sau neyig) ascunse sub stânci și în interiorul peșterilor, mănăstirilor și stupelor. Beyul-urile sunt locuri în care lumile fizice și spirituale se întrepătrund și în care eficiența practicii tantrice crește cu dimensiuni multiple de percepție.
Padmasambhava a atribuit protejarea beyulilor unor zeități. Forțele de protecție se manifestă sub forma unor furtuni de zăpadă, a ceții și a leoparzilor de zăpadă. Textele budiste indică faptul că beyulii sunt descoperiți atunci când planeta se apropie de distrugere, iar lumea devine prea coruptă pentru a permite practica spirituală. Acești beyuli sunt văi asemănătoarea paradisului, unde se poate ajunge cu eforturi enorme. Pelerinii care călătoresc în aceste locuri sălbatice și îndepărtate relatează adesea că au trăit experiențe extraordinare similare cu cele trăite de practicanții budiști care urmează calea eliberării. Oamenii care încearcă să pătrundă acolo în mod forțat pot suferi eșecul și moartea. Beyulii pământeni seamănă în unele caracteristici cu Shambala.
O încercare recentă de a pătrunde într-un beyul a avut loc în 1962, atunci când lama tibetan Tulshuk Lingpa s-a deplasat în Sikkim pentru a „deschide” beyulul Demoshong, un beyul care ar fi existat pe versanții Muntelui Kanchenjunga, la granița dintre Nepal și Sikkim. El a fost însoțit de peste 300 de adepți din teritoriile himalayene și din Tibet, care au renunțat fiecare la avuțiile pământești. Povestea lor este povestită în cartea recentă A Step Away from Paradise.

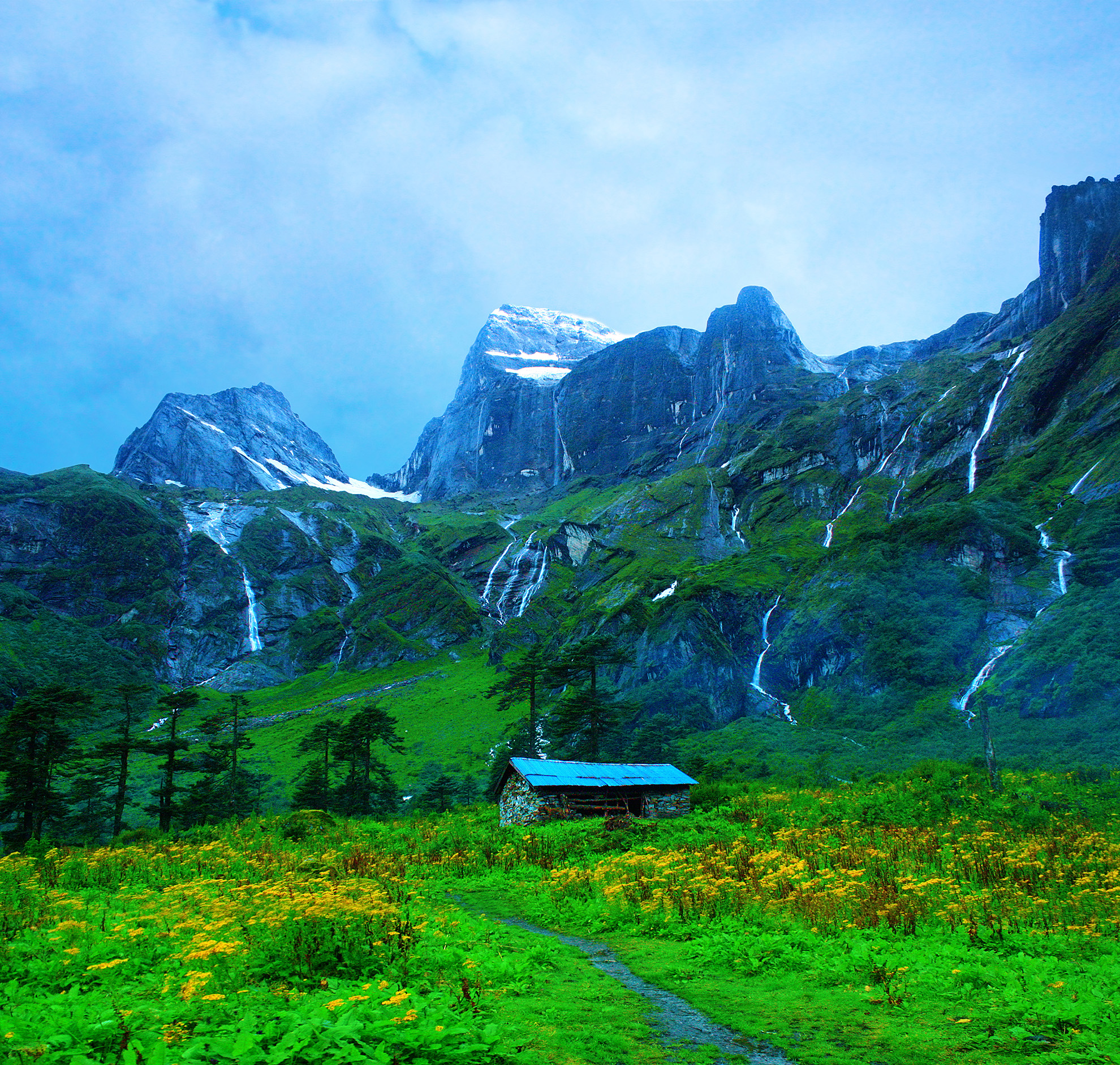
Beyulul Nghe în Valea Barun.

Se consideră adesea că beyulul îi personifică pe dharmapala (protectorii cunoașterii) și pe stăpânii ținuturilor, care sunt asociați cu unele elemente geografice precum munții, copacii, rocile și izvoarele. Pelerinii fac oferte rituale acestor ființe pentru a potoli natura lor mânioasă și pentru a reînnoi unitatea simbolică a oamenilor cu aceste ființe supranaturale. S-a susținut că această atitudine indică o abordare durabilă a administrației teritoriului.
În Nepal și Tibet, în jurul Muntelui Everest, se află văile sacre Khenbalung, Solukhumbu, Rolwaling, Rongshar, Kyirong și Nubri. Șerpașii au descoperit valea Solukhumbu în secolele al XV-lea și al XVI-lea, atunci când au părăsit Tibetul pentru a scăpa de persecuția religioasă. Ei au pătruns în vale pentru a căuta refugiu și și-au găsit acolo o nouă patrie. Mănăstirile budiste și munții sacri au adus mulți pelerini în Solukhumbu. Beyul sunt găsite, de asemenea, în regiunile himalayene din Nepal, Tibet, Sikkim, Bhutan, India, China și Pakistan.

## Vezi și
- Shangri-La
- Sagarmatha